# المجتمع المعرفي في العلاقات الدولية
المجتمعُ المعرفي في العلاقات الدولية هو شبكةٌ من المِهنيّين ذو المعرفة والمهارة الوافية في مجالٍ معين، يشتركون في عِدة معتقداتٍ تُشكل بدورها أساسًا مبنيًا على القيمة لممارسات الأعضاء. يشترك أعضاء المجتمع المعرفي أيضًا في الاعتقادات السببية الناتجة عن تحليلهم للممارسات التي تشكل مجموعةً من المُعضِلات في مجالٍ معين والتي تسمح لهم بعد ذلك برؤية الروابط المتعددة بين السياسة والنتائج. بالإضافة إلى ذلك، يتفق الأعضاء على مجموعةٍ من المفاهيم الخاصة بالجودة، أو معايير محددة دوليًا تختص بتوثيق المعلومات في مجال خبرتهم. يجب التنويه بأن أعضاء المجموعة ينتمون لمهن مختلفة. تتمتع المجتمعات المعرفية بمجموعةٍ مشتركةٍ من الممارسات ذات العلاقة الوطيدة بالمُعضِلات التي تتناولها معرفَتهم المِهنية، ويعود السبب في ذلك لاعتقادهم بأنّ الرفاه البشري سيستفيد من هذه الممارسات. تنشأ هذه المجتمعات وتتطور بشكلٍ مستقل بعيدًا عن أي تأثير خارجي سواءً أكان ذلك من سلطة أو حكومة. بعضٌ من هذه المجتمعات يتألف من عددٍ قليل من الأعضاء، إذ أنّ حجم هذه المجتمعات ليس بالضرورة أن يكون كبيرًا. الجدير بالذكر أنه يمكن لغير الأعضاء أن يكون لهم تأثير على المجتمعات المعرفية، ولكن إذا ما فُقد الإجماع في الآراء داخل هذه المجتمعات، فإنّ ذلك سيؤدي لانخفاض الفعالية.

## النشأة
ظهرت المجتمعات المعرفية نتيجةَ تزايد سرعة التأهيل المهني في الشركات الحكومية. تمّ إنشاء اللجنة المشتركة بين وكالات كولومبيا من قبل رئيس الولايات المتحدة الأمريكية فرانكلين دي روزفلت بهدف تنسيق عمليات التخطيط. رغم ذلك، فإن اللجنة لم تشارك فعلاً في عمليات التخطيط، بل شكلت موقعًا اتخذه كل من فيلق المهندسين بالجيش ومكتب الاستصلاح لتقسيم مشاريع البناء فيما بينهم. إنّ فشل اللجنة المشتركة بين وكلات كولومبيا في أن تكون جزءًا من عمليات التخطيط يوضح بأنّ "احتمالية قيام اللجان المفروضة منذ البدء بتوطيد التنسيق عوضًا عن تزويد مسؤولي الوكالة بوسائل لتنمية استقلاليتهم قد تقل،" (توماس 1997، 225).
سببٌ آخر لظهور المجتمعات المعرفية هو بدأ صُنّاع القرارات باللجوء إلى الخبراء لمساعدتهم في فَهم المُعضَلات إذ أن عدد المُعضَلات أخذ في التزايد وأصبح أكثر تعقيدًا. تسبب هذا في تزايد الاهتمام بالتخطيط والبحث المستقبلي الذي أدّى بدوره في نشأة منشآت البيئة والموارد الطبيعية في 118 دولة ما ببين 1972م – 1982م. كما أدّى نمو الطابع المهني للطبقة البيروقراطية إحراز مزيدٍ من الاحترام والتقدير تجاه الخبراء والعلماء بوجهٍ أخصّ. إنّ معاهدة الصواريخ المضادة للصواريخ الباليستية بين الولايات المتحدة الأمريكية وروسيا تعتبر أول إنجازٍ للمجتمعات المعرفية.

## دور المجتمع المعرفي في العلاقات الدولية
تؤثر المجتمعات المعرفية على السياسة من خلال تزويد صُنّاع القرار السياسيّ بالمعرفة، وتلعب الحيرَة دورًا كبيرًا في تأثير المجتمعات المعرفية، وذلك لإدراكهم بضرورة إتيان صُنّاع القرار السياسي بالنتائج المرجوة من السياسات. إنّ المجتمعات المعرفية كما يقول روبرت كيوهان، تقوم بدور برنامج بحثيّ، الذي أظهر في دراسات محددة أن بإمكانه تسليط الضوء على مُعضلات مهمة في السياسة العالمية،" (أدلير\هاس ١٩٩٢، ٣٦٧). تستطيع المجتمعات المعرفية التأثير على إحداث المعايير وتطوير اللوائح، بالإضافة إلى المساعدة في تنسيق هيكل العلاقات الدولية. تقوم هذه المجتمعات بإحداث الأثر عن طريق العمل التواصليّ الذي يقوم بنشر الأفكار على الصعيد الوطني وعبر الوطني والدولي. يرتبط نطاق تعاون المجتمع المعرفي ارتباطًا مباشرًا بشمولية معتقداتهم. كما يعتمد ثبات الاتفاقات التعاونية على القوة التي اكتسبها المجتمع المعرفي داخل الوكالات والحكومات، وتعتبر الطاقةٌ المتواصلة للمجتمع المعرفي هي العامل الذي يحدد مدة التعاون. تتلخص أهمُّ مساهمات المجتمعات المعرفية في ثلاثة نقاط. أولاً: توجيه الاهتمام تجاه الظروف التي من الممكن أن تؤدي إلى اندماج الهيئات وأيضًا إلى إمكانيات توسعها. ثانيًا: التأكيد على أهمية الوعي والمعرفة في التفاوض. ثالثًا: تكثيف الإحاطة حول كيفية تحديد مختلف الجهات الفاعلة للمصالح.

## دور المجتمع المعرفي في تنسيق السياسات الدولية
عادةً ما تساعد المجتمعات المعرفية في القضايا المتعلقة بالطابع التقني، حيث تقوم المجتمعات المعرفية بتوجيه صُنّاع القرار نحو المعايير والأعراف المناسبة عن طريق تأطير وتأسيس المجال المحدد. تعد المجتمعات المعرفية أيضًا مصدرًا لابتكار السياسات، وللمجتمعات المحلية أدوار مباشرةٌ وغير مباشرة في تنسيق السياسات عبر نشر الأفكار والتأثير على المواقف المتخذة. يحدث تطور السياسات في أربع خطوات هي: ابتكار السياسات والانتشار والاختيار والاستمرارية. يمكن للمجتمعات المعرفية تحديد أفضل حل لمشكلة ما من خلال تأطير مجموعة الجدل السياسيّ حول المشكلة، وتحديد مصالح الدولة، ووضع المعايير. إنّ لتعريف المصالح أهمية خاصة لأنّ هناك العديد من التعريفات المختلفة لما هو أولوية لدى الحكومة. الابتكارات الفكرية التي تنتجها المجتمعات المعرفية، تقوم بها المنظمات المحلية أو الدولية (حيث أنّ المجتمعات المعرفية هي جزء من هذه المنظمات) ثم بعد ذلك يتم اختيارها من خلال العملية السياسية.
يجادل بيتر هاس بأن "المجتمعات المعرفية تساعد في توضيح ظهور وأثر التعاون على المستوى الدولي،" (توماس 1997، 223). علاوة على ذلك، فإنّ المصالح المشتركة التي يمثلها المجتمع أكثر صمودًا من الخلافات حول قضية معينة، والعوامل السياسية والاعتبارات ذات الصلة تعيق بدورها الواقعية التي تخلقها المجتمعات المعرفية. أيضاً إذا اكتسب مجتمع معرفي السلطة في بلدٍ واحدٍ أو هيئةٍ دوليةٍ واحدة، فإن قوته تعتبر بدورها انعكاسًا مباشرًا لقوة ذلك البلد أو تلك الهيئة.

## الأثر
أصبحت المجتمعات المعرفية مؤسسية في المدى القصير بسبب التغيير في عملية صنع السياسات وأيضًا لإقناع الآخرين بأن نهجهم هو النهج الصحيح. الجدير بالقول أنّ التأثيرات طويلة المدى يتمُّ تحقيقها من خلال التنشئة الاجتماعية. هناك عدد لا يحصى من الأمثلة على الأثر الذي أحدثته المجتمعات المعرفية على السياسة العامة. فمثلاً معاهدة القذائف المضادة للقذائف التسيارية والاتفاقات التي تليها خلال الحرب الباردة تعكس أفكار تحديد الأسلحة. أيضًا، لفتت المجتمعات المعرفية الانتباه إلى مركبات الكربون الكلور فلورية وعواقبها الملوثة، وأدّى هذا الإدراك إلى إنشاء وكالاتٍ دوليةٍ بيئيةٍ في غالبية حكومات العالم. وقد تسبب ذلك في إحداث القرارات البيئية من خلال برنامج الأمم المتحدة للبيئة وليس من خلال الاتفاق العام للتعريفات الجمركية والتجارة الذي عادة ما يعترض على هذه القضايا. وكان هذا هو الحال في اتفاقية بازل لعام 1989م بشأن التحكم في نقل النفايات الخطرة والتخلص منها عبر الحدود. إضافة إلى ذلك، فقد ساعد مجتمعٌ معرفي في تحديد القضايا وتوجيه المؤشرات التي قدمت بدورها الخطوط العريضة للاتفاق العام للتعريفات الجمركية والتجارة وبعض اتفاقيات التجارة الحرة. كما ساعدت هذه المجتمعات في اتفاقيات الاتصالات السلكية واللاسلكية وقضايا الاقتصاد في جميع أنحاء العالم. وفي مجال الاتصالات السلكية واللاسلكية، "بدون تأثير مجتمع معرفي من المهندسين المهتمين بتصميم معدات ومعايير الاتصالات السلكية واللاسلكية وتنسيقها دوليا، ما كان النظام ليتحرك في اتجاه الاتفاقات المتعددة الأطراف،" (أدلير\هاس 1992، 377). 
شاركت المجتمعات المعرفية بشكلٍ مباشرٍ في إنشاء مجلس الموارد الوراثية النباتية، وإنشاء المساعدات الغذائية والطريقة التي تعمل بها تلك المساعدات. كما لفتت المجتمعات المعرفية الانتباه إلى التجزؤ البيئيّ وتدهور التنوع البيولوجي على كوكب الأرض، وقد أدّى ذلك إلى الإصلاح في جميع أنحاء العالم، وإنشاء وكالات الحفظ وسياساتها. إضافةً إلى ذلك، نجح مجتمع معرفي بيئي في كاليفورنيا في إنشاء مذكرة تفاهم التنوع البيولوجي، وغطت الاتفاقية جميع البيئات والأنواع التي تحتاج للحماية في كاليفورنيا. أعقب مذكرة التفاهم هذه حول التنوع البيولوجي، قانون الأنواع المهددة بالانقراض الذي تم تطبيقه في أنحاء الولايات المتحدة. المجتمعات المعرفية لها تأثيرٌ مباشرٌ على وضع جدول الأعمال في المنظمات الغير الحكومية، وتأثيرٌ غير مباشر على سلوك البلدان الصغيرة. الجدير بالذكر أنه من الممكن أن تصبح أفكار وسياسات مجتمع معرفي أرثوذكسية عبر عمل ذلك المجتمع ومن خلال التنشئة الاجتماعية. مع ذلك، فإن تأثيرها محدود لأن هناك حاجة ماسة إلى انتفاضة تجعل صُنّاع السياسات يلجئون إلى مجتمع معرفي.